# فيرنر ويبر (أستاذ جامعي)
فيرنر ويبر (بالألمانية: Werner Weber)‏ هو رياضياتي ألماني، ولد في 3 يناير 1906 في إيدار-أوبرشتاين في ألمانيا، وتوفي في 2 فبراير 1975.